# Empoasca centralis
Empoasca centralis är en insektsart som först beskrevs av Berg 1884.  Empoasca centralis ingår i släktet Empoasca och familjen dvärgstritar. Inga underarter finns listade i Catalogue of Life.